# Gmach przy alei Korfantego 3 w Katowicach
Gmach przy alei Korfantego 3 w Katowicach − zabytkowy budynek w stylu neorenesansowym, znajdujący się w Katowicach przy alei Wojciecha Korfantego 3, który był siedzibą Muzeum Śląskiego w latach 1984–2018.

## Historia
Pod koniec XIX wieku niemiecki przedsiębiorca Max Wiener, właściciel hotelu de Prusse, sprzedał miastu budynek na ratusz. Za otrzymane pieniądze wybudował elegancki hotel - Grand Hotel. Architekt budynku jest trudny do ustalenia, bowiem autorzy albumu "Pozdrowienia z Katowic" wymieniają śląskiego architekta Ignatza Grünfelda, natomiast książka "Bugucice, Załęże et nova villa Katowice" wskazuje na Gerda Zimmermanna.
Budynek powstał w 1899. Grand Hotel  był wówczas najbardziej reprezentacyjnym hotelem w Katowicach. Na parterze otwarto kawiarnię i restaurację. W hotelu zajmowano się również handlem winami. W 1922 w budynku swoje biura otworzyła Huta Pokój, Śląskie Zakłady Górniczo-Hutnicze i Zakłady Cegielskiego. Przez jakiś czas działał tu również Wyższy Urząd Górniczy. Kamienica stopniowo zmieniała swoich właścicieli. Od stycznia 1945 funkcjonowała tu komendantura wojsk radzieckich. Po jej odejściu, budynek przejęły Zakłady Drzewne Przemysłu Górniczego. W 1984 po swym reaktywowaniu, do budynku wprowadziło się tymczasowo Muzeum Śląskie, które trzy lata później obejmowało cały budynek; muzeum opuściło gmach w 2018 roku.

## Architektura
Budynek został zbudowany w stylu neorenesansowym. Były Grand Hotel ma powierzchnię około 1.710 m². W budynku funkcjonowała elektryczna, ozdobna winda. Przez lata fasada budynku ucierpiała: znajdujące się w holu wejściowym płaskorzeźby, obrazujące socjalistyczną moralność, zostały otynkowane bądź przykryte deskami; ze szczytu budynku zniknęła rzeźba, a windę zdemontowano.